# Vàlvula de disc
La vàlvula de disc o rotatòria és una mena de vàlvula usada als motors de dos temps. Consta d'un disc que es mou solidàriament amb el cigonyal. En aquest disc hi ha un forat per on passen els gasos de combustió en una posició en concret del cilindre. La funció d'aquesta vàlvula és permetre l'entrada de gasos frescos al motor en el moment desitjat pel dissenyador per tal d'augmentar-ne les prestacions.